# Znamiensk (obwód królewiecki)
Znamiensk, Welawa (ros. Знаменск, do 1946 niem. Wehlau, dawn. lit. Vėluva i pol. Iława nad Pregiem) – osiedle typu wiejskiego, do 2005 osiedle typu miejskiego w obwodzie królewieckim w Rosji. Położona nad prawym brzegiem Pregoły w miejscu, gdzie wpada do niej Łyna.
Znajduje tu się stacja kolejowa Znamiensk, położona na linii Czernyszewskoje – Królewiec.

## Historia
Miasto założone w miejscu wcześniejszej pruskiej osady i grodu Velowe. Prawa miejskie uzyskało w 1339. Miasto było znane z handlu końmi.

Mapa Wehlau (około 1780 r.)

W 1440 Welawa była jednym z miast założycieli Związku Pruskiego, który na początku 1454 zwrócił się do polskiego króla z prośbą o przyłączenie Prus do Królestwa Polskiego. W lutym 1454 król Kazimierz IV Jagiellończyk przychylił się do prośby i inkorporował region z miastem do Polski i miasto z zamkiem poddały się Polsce. W granicach Polski miasto leżało do 1460, kiedy zostało po oblężeniu zajęte przez Krzyżaków. Po pokoju toruńskim od 1466 miasto stanowiło część Polski jako lenno. Miasto zamieszkiwali m.in. Polacy i Litwini, jako że w 1623 r. wymagano znajomości języków polskiego i litewskiego od jednego z miejscowych nauczycieli. W 1657 miejsce podpisania traktatów welawsko-bydgoskich, na mocy których Prusy Książęce, w tym Welawa, przestały stanowić część Rzeczypospolitej.

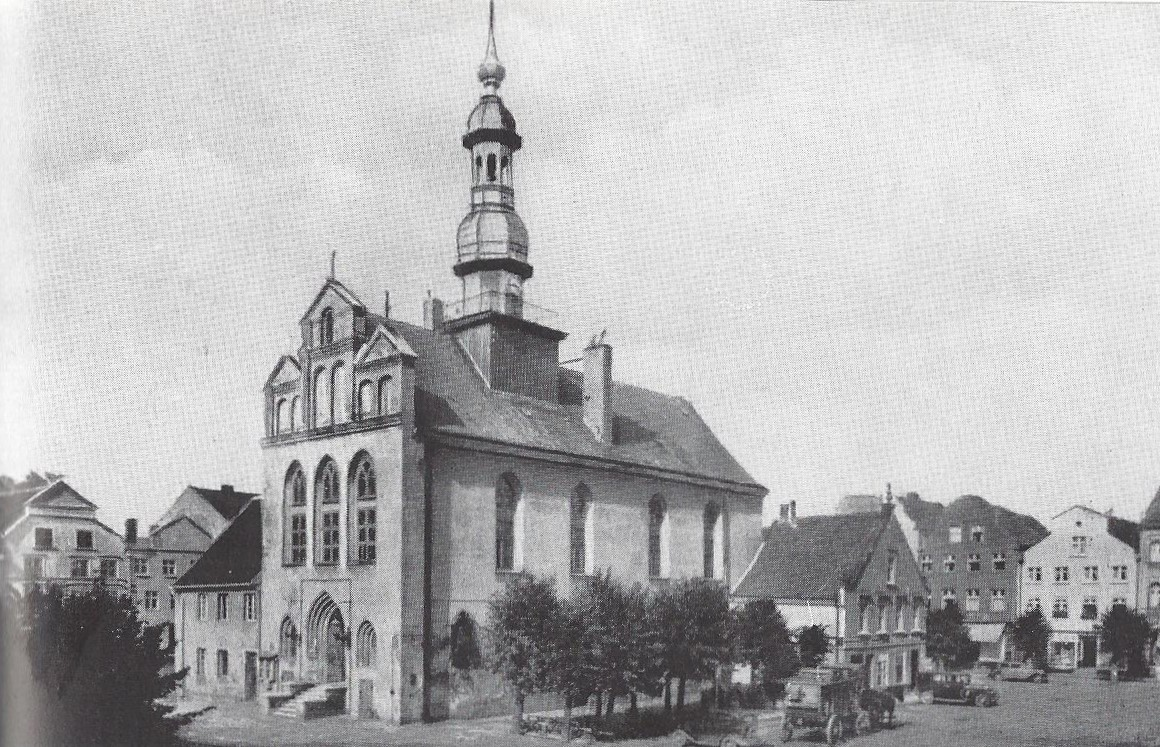
Centrum miasta z ratuszem ok. 1930

Od 1818 siedziba powiatu (Landkreis). Od 1871 w granicach Niemiec.
W czasie II wojny światowej Niemcy utworzyli we wsi trzy podobozy pracy przymusowej obozu jenieckiego Stalag I A. 2 Front Białoruski zdobył miasto 23 stycznia 1945. W wyniku walk całkowitemu zniszczeniu i rozbiórce uległo zabytkowe centrum miasta w obrębie dawnych obwarowań, w tym ratusz (XIV, XVI–XIX w.) i Brama Kamienna (XIV w.). Pozostawiono jedynie ruinę kościoła św. Jakuba (XIV–XV w.), który utracił bogate wyposażenie i cenne malowidła ścienne z około roku 1400.
Od 1945 miasto należało do ZSRR, w 1946 zmieniono jego nazwę na Znamiensk i odebrano prawa miejskie. Na miejscu historycznego ośrodka o zatartym rozplanowaniu wzniesiono kilka bloków mieszkalnych. Kościół parafialny św. Jakuba odbudowano na początku XXI wieku bez odtworzenia wnętrza i sklepień.

## Zabytki
- Kościół św. Jakuba z XIV/XV w. (w ruinie)
- Wieża ciśnień
- Zespół budynków dawnego szpitala psychiatrycznego

## Galeria

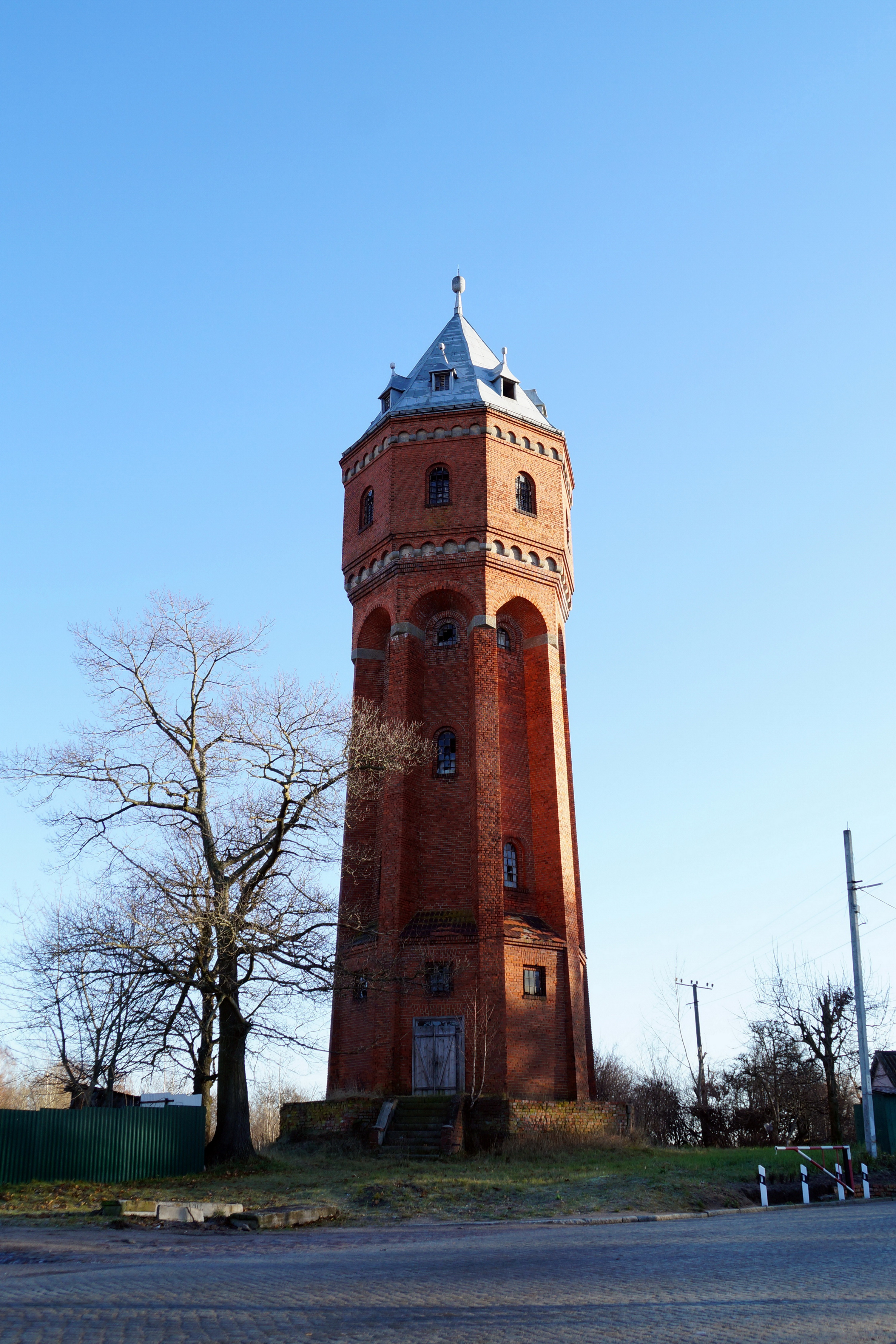
Wieża ciśnień
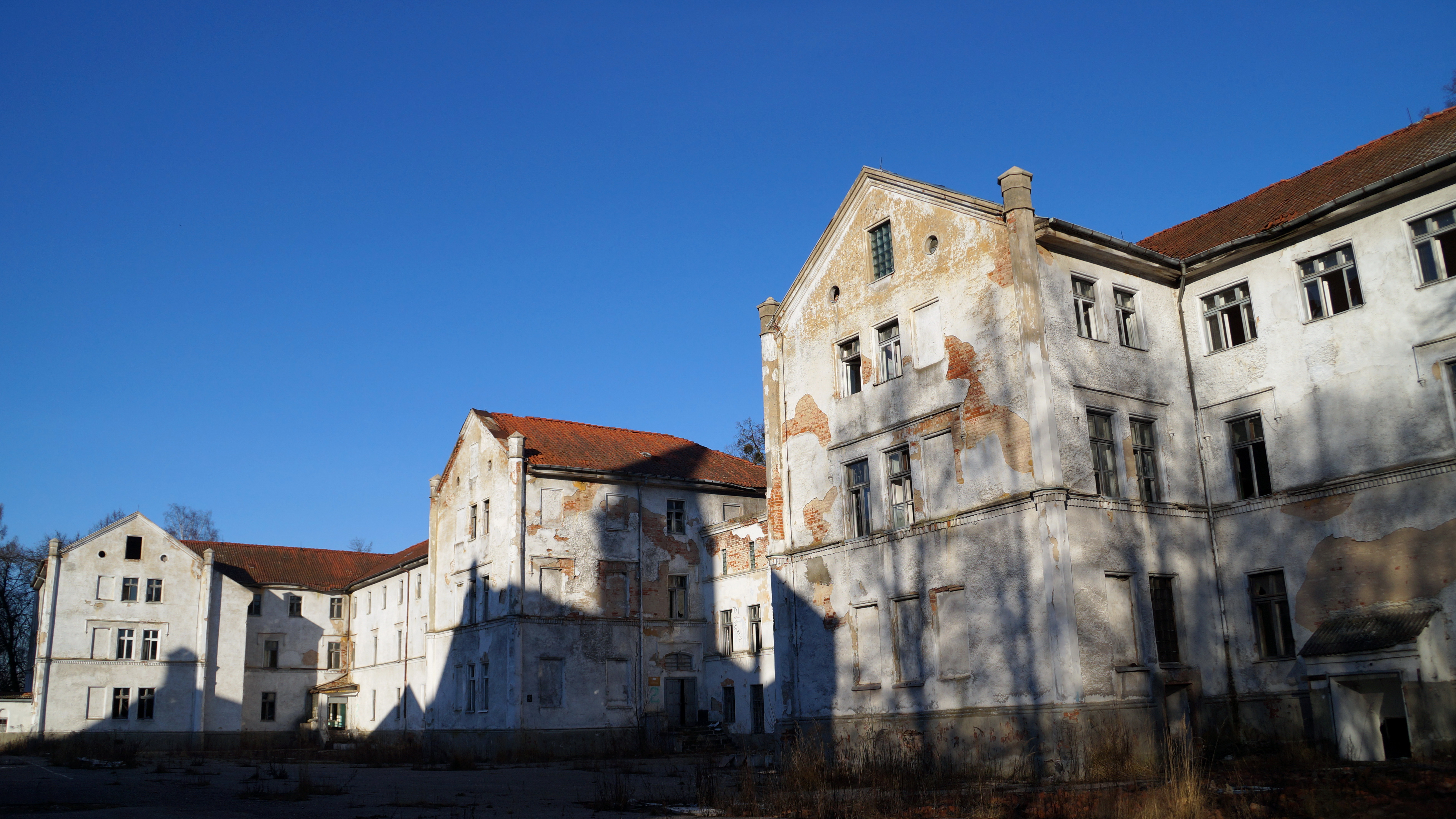
Zespół dawnego szpitala psychiatrycznego

## Ludzie związani z miastem
- Kazimierz Ławrynowicz – pierwszy redaktor naczelny Głosu znad Pregoły, zamieszkiwał tu
- Kleofas Ławrynowicz – były przewodniczący Wspólnoty Kultury Polskiej, zamieszkiwał tu
- Edward Szwajkiewicz – polski związkowiec, urodził się tu